# Piper schachii
Piper schachii är en pepparväxtart som beskrevs av C. Dc.. Piper schachii ingår i släktet Piper och familjen pepparväxter. Inga underarter finns listade i Catalogue of Life.